# Liste des aéroports au Rwanda
Voici une liste des aéroports au Rwanda, triés par emplacement.

## Aéroports
Les noms des aéroports indiqués en gras indiquent un service aérien commercial régulier.
| Ville      | Province            | OACI | AITA | Nom                                | Coordonnées                 |
| ---------- | ------------------- | ---- | ---- | ---------------------------------- | --------------------------- |
| Nyamata    | Province de l'Est   |      |      | Aéroport international de Bugesera | 2° 10′ 30″ S, 30° 09′ 00″ E |
| Butare     | Province du Sud     | HRYI | BTQ  | Aérodrome de Butare                | 2° 35′ 42″ S, 29° 44′ 24″ E |
| Cyangugu   | Province de l'Ouest | HRZA | KME  | Aéroport de Kamembe                | 2° 27′ 44″ S, 28° 54′ 29″ E |
| Gisenyi    | Province de l'Ouest | HRYG | GYI  | Aérodrome de Gisenyi               | 1° 40′ 38″ S, 29° 15′ 32″ E |
| Kigali     | Kigali              | HRYR | KGL  | Aéroport international de Kigali   | 1° 58′ 07″ S, 30° 08′ 22″ E |
| Nemba (en) | Province de l'Est   | HRYN |      | Aérodrome de Nemba                 | 2° 19′ 48″ S, 30° 12′ 00″ E |
| Ruhengeri  | Province du Nord    | HRYU | RHG  | Aéroport de Ruhengeri              | 1° 30′ 00″ S, 29° 38′ 01″ E |